# Sannäs, Hudiksvalls kommun

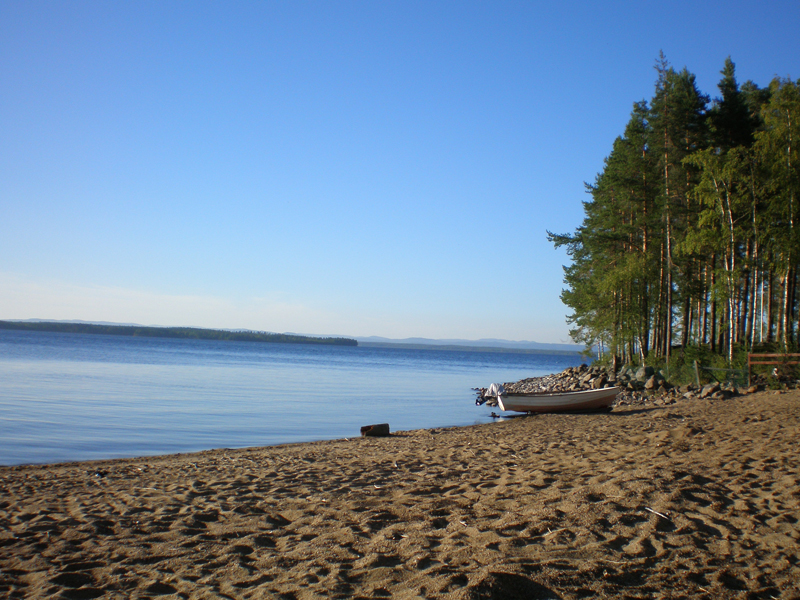
Badstrand i Norra Sannäs med utsikt över Sördellen

För andra betydelser, se Sannäs (olika betydelser)

Sannäs är en by i Delsbo socken i Hudiksvalls kommun, Hälsingland. Sannäs är uppdelat i en nordlig respektive sydlig del längs med Riksväg 84 intill Sördellen. Den nedlagda järnvägen Dellenbanan mellan Ljusdal och Hudiksvall går genom Norra Sannäs där stationen Sandudden också är placerad.
År 1897 hittade man ett föremål som då uppgavs vara en grå kniv eller spjutspets gjord av skiffer i Norra Sannäs . Historiska museet beskriver föremålet som en kniv i kategorin hantverk och redskap med ett djurhuvudformat handtag och med ett stort utstående öra. Historiska museets uppskattar även föremålets datering till yngre stenåldern.